# 泥巴乡
泥巴乡，是中华人民共和国四川省甘孜藏族自治州炉霍县下辖的一个乡镇级行政单位。

## 行政区划
泥巴乡下辖以下地区：
次郎村、棒达村、朱巴村、宗达村、易绕村、古西村、呷巴村、四季村、旺达村和真都村。

## 中国传统村落
2012年，古西村被评为首批“中国传统村落”。